# Tyta isolata
Tyta isolata là một loài bướm đêm trong họ Noctuidae.